# Hugo von Tschudi
Hugo von Tschudi (né le  7 février 1851 près d'Edlitz en Autriche; mort le 23 novembre 1911 à Stuttgart) est un historien de l'art et conservateur de musée suisse.
En 1911, il organise une grande exposition à l'Alte Pinakothek  de Munich réunissant une centaine de toiles de la collection Marcell Nemes dont huit tableaux du Greco.

## Tableaux de la donation Tschudi

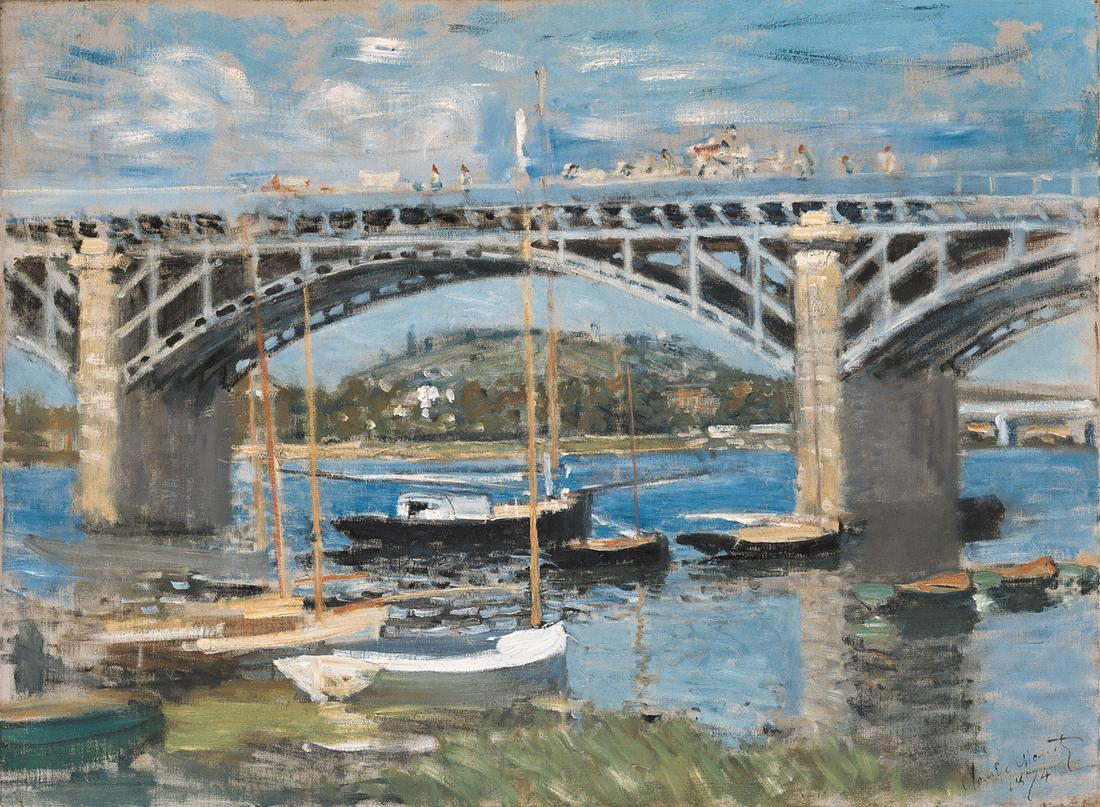
Pont sur la Seine à Argenteuil, Claude Monet
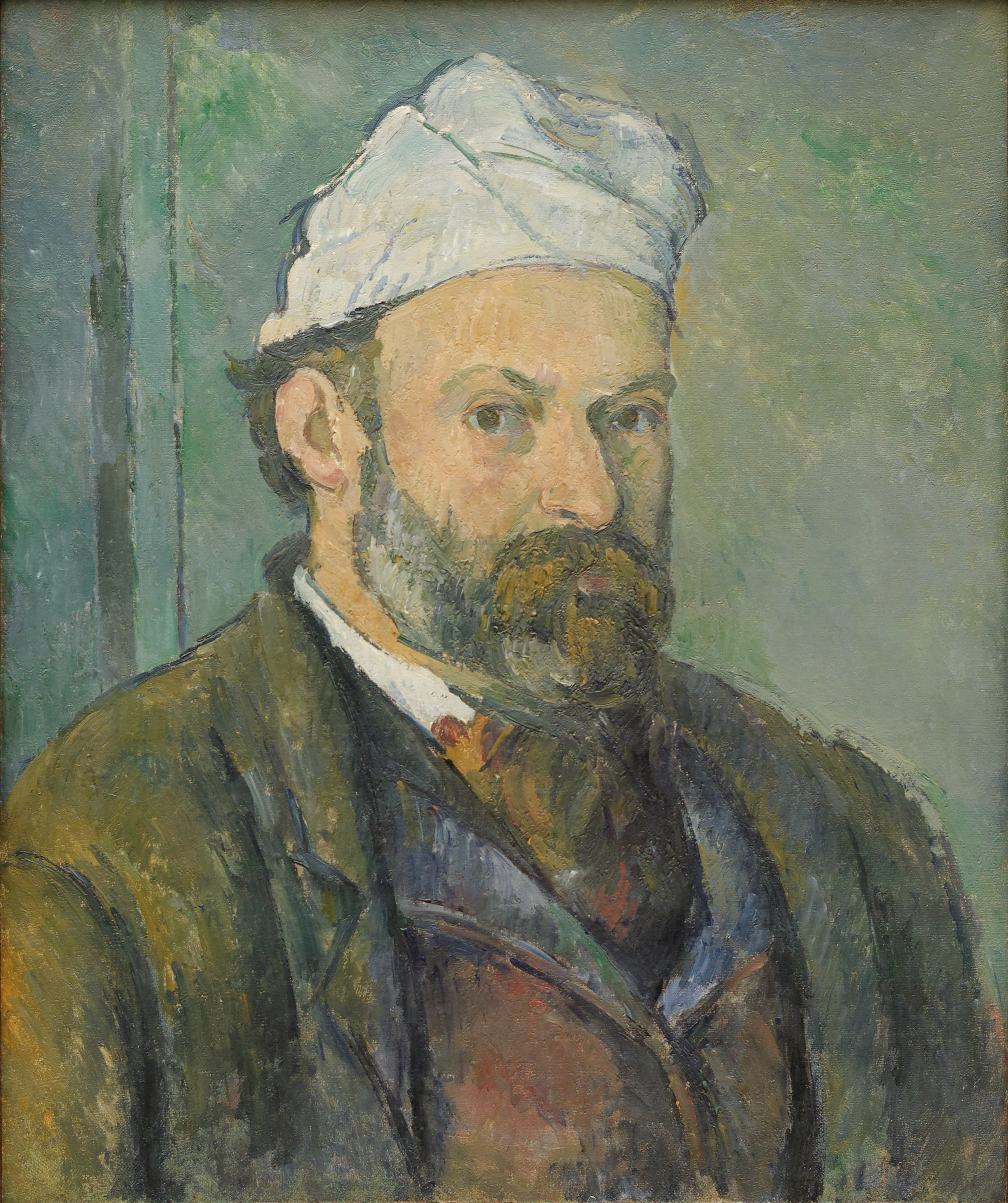
Autoportrait, Paul Cézanne (vers 1880)
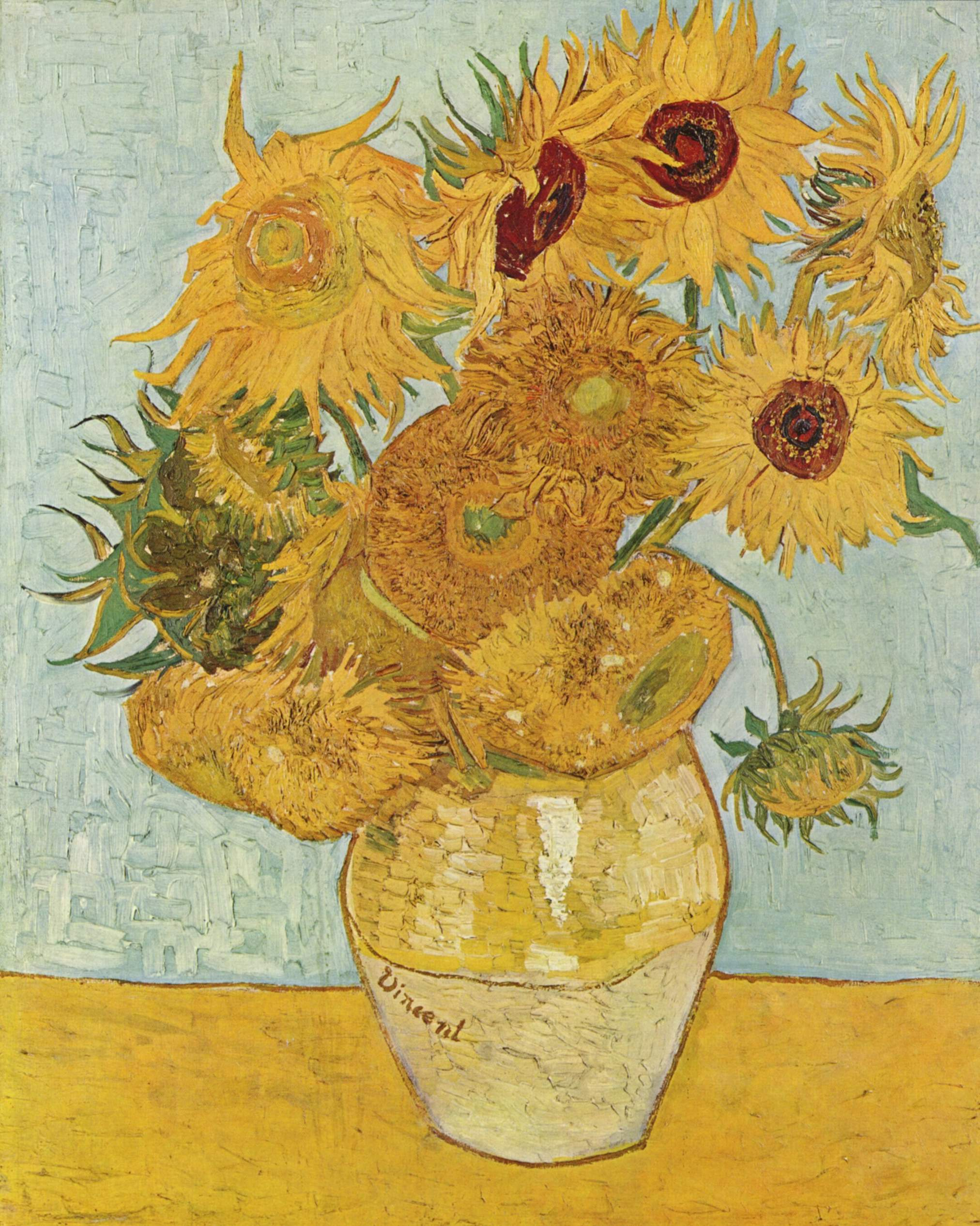
Tournesols, Vincent van Gogh
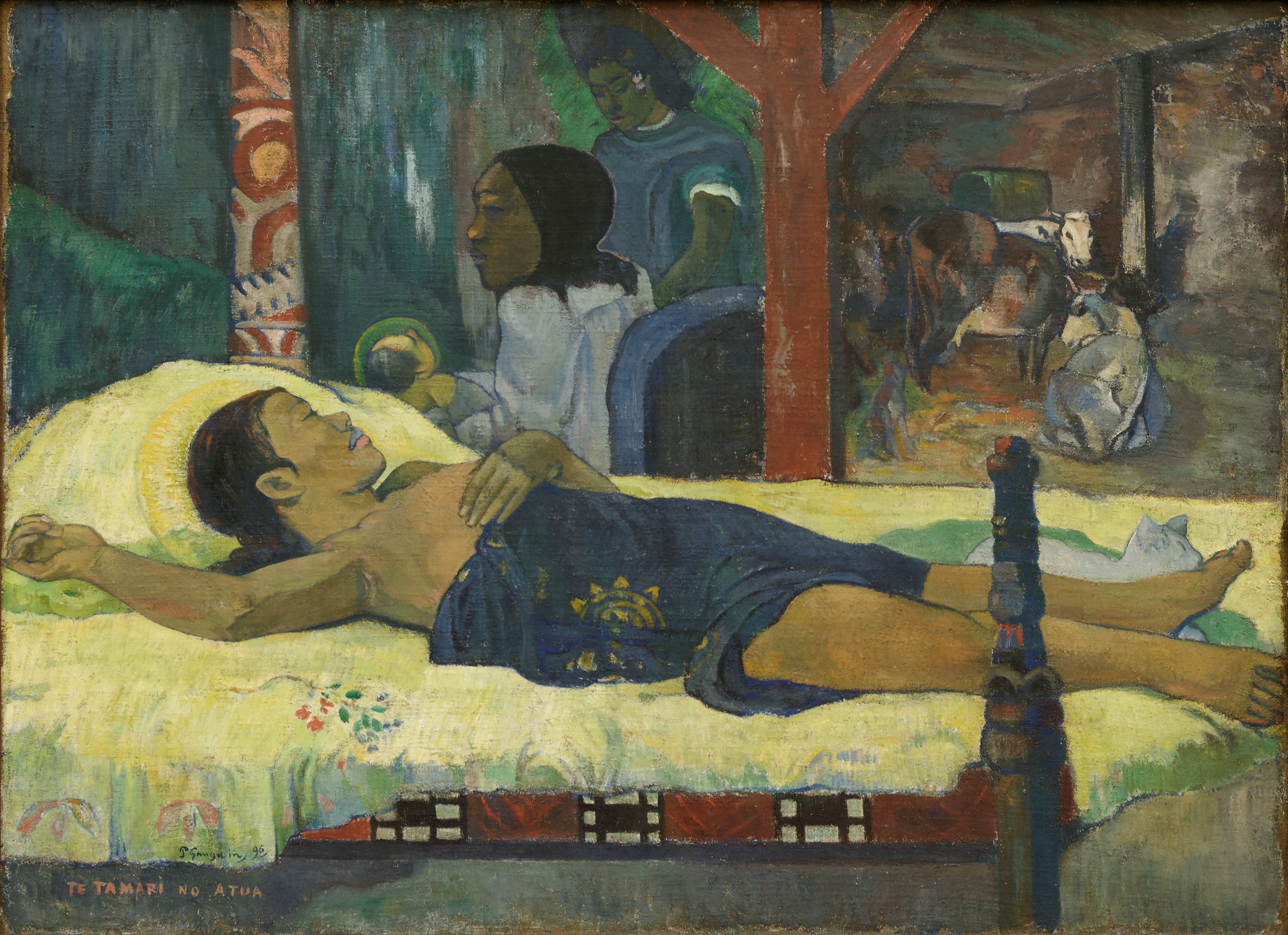
Naissance du Christ, le fils de Dieu (Te tamari no atua), Paul Gauguin (1896)